# Funkloch
Funkloch (oder Funkschatten) ist die umgangssprachliche Bezeichnung in der Telekommunikation für eine temporäre Netzstörung, bei der eine Funkverbindung zwischen einem Sender und einem Empfänger standortbedingt nicht möglich ist.

## Allgemeines
Ein Funkloch gibt es bei kabellosen Übertragungsverfahren. Dazu gehören Radio- und Fernsehempfang, der Mobilfunk, die Positionsbestimmung über Satellit, der Amateurfunk und der professionelle Funkdienst. Letzterer wird unterteilt in mobiler Landfunkdienst (wie BOS-Funk, CB-Funk, Polizeifunk, Taxifunk), Flugfunk und Schiffsfunk (Binnenschifffahrtsfunk und mobiler Seefunkdienst). Funklöcher treten im Funkverkehr auf, wenn die Funksignale zwischen den drahtlosen Netzwerkknoten unterbrochen werden.

## Technische Ursachen
Das Funkloch entsteht, wenn sich der Sender oder Empfänger außerhalb der Reichweite der Funkwellen einer Sendeanlage befindet. Als Sendeanlage kommen beispielsweise Rundfunksender (für Fernsehen und Radio), Basisstationen oder Satelliten in Betracht. Empfangsschwund (englisch fading) entsteht durch elektromagnetische Störungen oder durch Schwankungen des Empfangspegels infolge von Abschattungen durch Tunnel, Hochhäuser, Gebirge oder ähnliche Hindernisse, weil die Reichweite des Senders je nach Frequenzband auf Sichtweite begrenzt ist. Funklöcher können hierbei häufig durch Füllsender oder Umsetzer geschlossen werden, wenn Grundnetzsender oder andere Füllsender die Versorgung nicht sicherstellen können. Prinzipiell wird eine Funkwelle umso besser gebeugt, je kleiner ihre Frequenz ist. Sie kann im Mittelwellenbereich der Erdkrümmung folgen, im UKW-Bereich kann sie an Kanten gebeugt werden und im UHF-Bereich kann sie schon von ein paar feuchten Blättern aufgehalten werden (siehe Pfadverlust). Bei Mittelwelle und Langwelle (Radioempfang) kann die Feldstärke eines Senders durch die Geländeverhältnisse so geschwächt sein, dass selbst eine hohe Sendeleistung am Empfangsort nur geringe Nutzfeldstärken ergibt.
Beim Mehrwegempfang treten Störungen durch mobile Sender oder Empfänger infolge von Reflexionen an Bauwerken, im Gebirge oder an Gewässern auf (etwa beim Autoradio, Handy im Auto oder in anderen Verkehrs- und Transportmitteln), so dass sich die Nutzfeldstärken beim Empfänger schnell ändern können. Im Mobilfunknetz wird dies durch den Handover weitgehend vermieden.

## Abgrenzung
Während ein Funkloch lediglich eine temporäre, standortbedingte Netzstörung bedeutet, fehlt bei „weißen Flecken“ die Netzabdeckung dauerhaft.
Vom stets ungewollten Funkloch zu unterscheiden ist die Schutzzone funktechnischer Anlagen, in welcher der Betrieb von Sendeanlagen eingeschränkt oder ganz verboten ist. Beispielsweise dient die in den USA eingerichtete National Radio Quiet Zone dem ungestörten Betrieb der dort installierten hochempfindlichen Radioteleskope. 

## Entwicklung
Die Bundesnetzagentur hat die Mobilfunknetzbetreiber verpflichtet, bis Dezember 2022 mindestens 98 % der Privathaushalte, alle Bundesautobahnen, die wichtigsten Bundesstraßen und Schienenwege sowie bis Dezember 2024 alle übrigen Bundesstraßen mit mindestens 100 MBit/s zu versorgen. Darüber hinaus sollen bis Ende 2024 alle Landes- und Staatsstraßen, die wichtigsten Seehäfen, das Kernnetz der Wasserstraßen sowie alle übrigen Schienenwege mit mindestens 50 Mbit/s versorgt werden. Ferner sind bis Ende 2022 jeweils 1000 „5G-Basisstationen“ und 500 Basisstationen mit mindestens 100 Mbit/s in „weißen Flecken“ in Betrieb zu nehmen.